# 정수환 (1999년)
정수환(1999년 3월 19일 ~ )은 대한민국의 배우이다.

## 출연 작품

### 드라마
- 2011년 SBS 여름방학 특집 어린이 드라마 《도깨비 뚜구닥》 ... 병철 역
- 2011년 SBS 8.15특집 HD다큐드라마 《김좌진 장군》 ... 어린 두한 역
- 2011년 MBC 광복절 특집극 《절정》 ... 원기 역
- 2011년 채널CGV 《TV 방자전》 ... 몽운 역
- 2013년 KBS2 주말연속극 《왕가네 식구들》 ... 어린 왕돈 역 (최대철 아역)
- 2014년 SBS 주말 특별기획 《미녀의 탄생》 ... 어린 한민혁 역 (한상진 아역)
- 2015년 SBS 아침연속극 《황홀한 이웃》 ... 어린 박찬우 역 (서도영 아역)
- 2015년 KBS1 저녁 일일극 《가족을 지켜라》 ... 양민준 역
- 2015년 tvN 금토드라마 《오 나의 귀신님》 ... 어린 최성재 역 (임주환 아역)
- 2015년 SBS 심야드라마 《심야식당》 ... 고교 철민 역 (김뢰하 아역)
- 2015년 E채널/드라마큐브 로드트립 공감 드라마 《라이더스: 내일을 잡아라》 ... 어린 차기준 (김동욱 아역)
- 2016년 tvN 월화드라마 《피리부는 사나이》 ... 어린 주성찬 (신하균 아역)
- 2016년 MBC 월화 특별기획 《몬스터》 ... 어린 차동수 역 (정순원 아역)
- 2016년 SBS 월화드라마 《낭만닥터 김사부》 ... 메르스 환자 역
- 2016년 JTBC 금토드라마 《솔로몬의 위증》 ... 박희준 역

### 영화
- 2012년 《마천루》
- 2013년 《친구 2》 ... 어린 용백 역 (배성종 아역)
- 2014년 《몬스터》 ... 어린 익상 역 (김뢰하 아역)
- 2014년 《남매》
- 2015년 《연평해전》 ... 중학생 영하 선배 역

## 연기 외 활동

### 광고
- 솔라C 바이럴
- 시공주니어
- 맥도날드
- 투니버스 채널
- 갤럭시 노트4
- 왕뚜껑